# Норт Џадсон (Индијана)
Норт Џадсон (енгл. North Judson) град је у америчкој савезној држави Индијана.

## Демографија
По попису из 2010. године број становника је 1.772, што је 97 (5,8%) становника више него 2000. године.
| Група             | 2000.         | 2010.         |
| Белци             | 1.556 (92,9%) | 1.616 (91,2%) |
| Афроамериканци    | 1 (0,1%)      | 2 (0,1%)      |
| Азијати           | 1 (0,1%)      | 4 (0,2%)      |
| Хиспаноамериканци | 107 (6,4%)    | 129 (7,3%)    |
| Укупно            | 1.675         | 1.772         |